# Wredeby flygfält
Wredeby flygfält är ett litet  men historiskt betydelsefullt privatflygfält i Kouvola i Finland. Flygfältet anlades på Wredeby gårds marker. Fältet används av flygklubben i Ingerois. Klubben sysslar med både tvåmotoriga flygplan och amfibieflyg.